# ماريا ليزينسكا

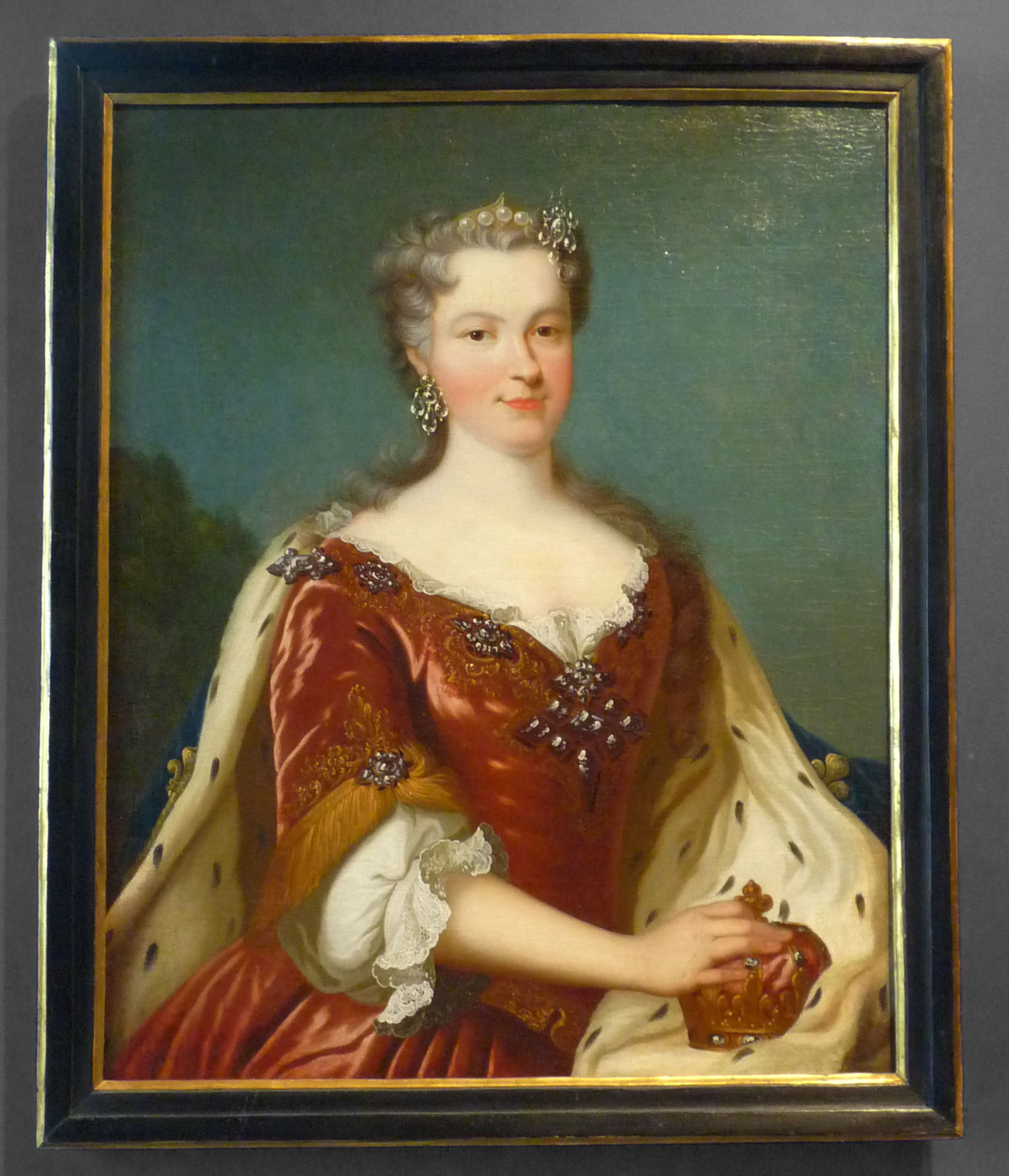
ماريا ليزينسكا بريشة جان باتيست فون لو، من متحف ستراسبورغ التاريخي

ماريا ليزينسكا (بالبولندية: Marie Leszczyńska، حرفت عند الفرنسيين إلى ماري ليزينسكا Marie Leczinska) ـ (ولدت في تشيبنيتشا بسيليزيا السفلى في 23 يونيو 1703 وتوفيت في فرساي في 24 يونيو 1768) ملكة قرينة فرنسية من أصل بولندي. هي ابنة الملك ستانيسلاف ليزينسكي ملك بولندا (ودوق اللورين فيما بعد) من زوجته كاتارزينا أوبالينسكا. تزوجت الملك لويس الخامس عشر ملك فرنسا، وهي جدة كل من لويس السادس عشر ولويس الثامن عشر وشارل العاشر. تعرف ماريا ليزينسكا بأنها أطول ملكة حاكمة في فرنسا بقاء في الحكم.